# 連邦軍衛生局
連邦軍衛生局（れんぽうぐんえいせいきょく、ドイツ語：Sanitätsamt der Bundeswehr、略称：SanABw）は、救護業務軍における救護指揮司令部と並列する二大組織の一つ。ドイツ連邦国防省傘下のドイツ連邦軍救護業務軍総監の直属にある。

## 歴史
連邦軍衛生局は増大する任務に対応するため国防医療局の後継機関として1965年2月1日に再編成の上で新設された。
指揮命令機関として、看護・衛生行政総監に従属し軍隊内の看護任務および衛生任務に対して責任を負う。
防衛医療局の旧第2部を基に軍医療統計公報研究所を、第3部を基に国防医療保健衛生研究所が、旧第4防衛管区の化学調査機関として国防薬学食品化学研究所が設立される。3つの研究所は連邦軍中央病院および連邦軍医科・保健衛生大学校は局に直接従属した。1968年1月に連邦軍病院の研究機能に医学、化学および獣医科検査機関が追加される。1970年に全衛生施設は連邦軍衛生施設本部（ZSanDBw）に集約され、コブレンツ連邦軍中央病院および連邦軍病院は再編成され衛生局に従属する。また、旧施設は連邦軍衛生業務中央研究所に改称される。
1971年に局は旧防衛軍医療局の建物からボン＝ボイエルのプラッタンネンヴィークに移転した。
20世紀末になり、ドイツ連邦軍の変革事業に伴い連邦軍衛生施設本部は独立軍種への昇格が認められ救護業務軍となる。この事業により連邦軍衛生局の組織的位置の見直しが図られる。衛生局は2001年10月1日から再編成が実施され、最終的に2002年7月1日までにミュンヘンのダッハウアー通り沿いに移転する。これらの処置により局は新たなワッペンを得る。ワッペンを構成する模様には近辺に所在するミュンヘン・オリンピックタワーをあしらっている。
現在の連邦軍衛生局はコブレンツの救護指揮司令部と共にドイツ連邦軍における衛生任務の根幹を構成している。両機関はドイツ連邦国防省ドイツ連邦軍救護業務軍総監に従属している。連邦軍衛生局は医療技術機関に対して責任を負っている。これにより効果的な医療技術の基本的条件を発展させ、医療、区分補助、編制任務、地域軍備、品質管理、統制、教育、研究、および開発を担う。連邦軍衛生局には法律に基づいて次の業務を監督する任務がある。感染者保護（IfSG）、医療機器（MPG）、動物福祉（TSchG）、薬物及び食物需要反映法（LFBG）。
連邦軍衛生局は約500人の軍人および文民職員で構成される。局幕僚部の下で異なる任務に応じた10個部署を従えている。支援任務のために局自体が幕僚部補給課が配置されている。

## 下位組織
- 連邦軍医科大学校　在ミュンヘン
- 連邦軍医療職・環境保護研究所　在ベルリン
- 連邦軍医療中央研究所　キール支所、コブレンツ支所、ミュンヘン支所
- 連邦軍スポーツ医学研究所　在ヴァーレンドルフ
- 連邦軍救護業務運用訓練・演習センター　在フェルトキルヒェン
- 衛生教導連隊　在フェルトキルヒェン
- 軍医療統計公報研究所　在アンダーナッハ
- 連邦軍放射線生物学研究所　在ミュンヘン
- 連邦軍微生物学研究所　在ミュンヘン
- 連邦軍薬理学・毒物学研究所　在ミュンヘン

## 歴代局長
| 代 | 氏名                                                                     | 着任          | 離任           |
| -- | ------------------------------------------------------------------------ | ------------- | -------------- |
|    | ヘルベルト・ホッケマイヤー陸軍軍医中将 de:Herbert Hockemeyer             | 再編成以来    | 1967年3月31日  |
|    | エーベルンハルト・デアー陸軍軍医中将 de:Eberhard Daerr                   | 1967年4月1日  | 1969年3月31日  |
|    | ヘルマン・アメルミューラー陸軍軍医中将 de:Hermann Ammermüller            | 1969年4月1日  | 1971年3月31日  |
|    | 局長兼先任幕僚長臨時代行                                                 |               |                |
|    | ハンス＝ゲオルク・シュティマン海軍軍医中将 de:Hans-Georg Stemann         | 1971年10月1日 | 1972年9月30日  |
|    | ハインツ・フックス空軍軍医中将 de:Heinz S. Fuchs                         | 1972年10月1日 | 1977年9月30日  |
|    | フーベルトゥス・グルンホーファー空軍軍医中将 de:Hubertus Grunhofer       | 1977年10月1日 | 1980年3月31日  |
|    | ハンスヨアヒム・リンデ空軍軍医中将 de:Hansjoachim Linde                  | 1980年4月1日  | 1982年3月31日  |
|    | ハンス・ヴォルフガング・ヘンマン空軍軍医中将 de:Hans Wolfgang Hammen     | 1982年4月1日  | 1985年3月31日  |
|    | ハンス・ザウター空軍軍医中将 Hans Sautter                                | 1985年4月1日  | 1991年3月31日  |
|    | フォルカー・ゲラバレック陸軍軍医中将 Volker Grabarek                     | 1991年4月1日  | 1993年6月30日  |
|    | ゲルハルト・シェーナー陸軍軍医中将 Gerhard Schöner                       | 1993年7月1日  | 1995年9月30日  |
|    | ハンス＝ディーター・シュミット陸軍軍医中将 de:Hans-Dieter Schmidt (Arzt) | 1995年10月1日 | 2000年9月30日  |
|    | エーリッヒ・ヴォルフガング・ビック陸軍軍医中将 de:Erich Wolfgang Bick    | 2000年10月1日 | 2001年7月2日   |
|    | クルト＝ベルンハルト・ナカー陸軍軍医中将 de:Kurt-Bernhard Nakath         | 2001年7月3日  | 2003年3月31日  |
|    | ペーター・フラップス陸軍軍医中将 de:Peter K. Fraps                       | 2003年4月1日  | 2006年9月30日  |
|    | ヘルムート・ジーバルツ陸軍軍医中将 de:Hartmut Siebertz                   | 2006年10月1日 | 2007年10月31日 |
|    | 局長兼先任幕僚長臨時代行                                                 |               |                |
|    | デレトフ・フレーリッヒ空軍軍医中将 de:Detlev Fröhlich                    | 2008年1月1日  | 2009年8月12日  |
|    | ハンス＝ユルゲン・ディック陸軍軍医中将 de:Hans-Jürgen Dick               | 2009年8月12日 |                |